# Korakî, Ovruci
Korakî (în ucraineană Кораки) este un sat în comuna Sloboda din raionul Ovruci, regiunea Jîtomîr, Ucraina.

## Demografie
Componența lingvistică a localității Korakî
     Ucraineană (100%)
Conform recensământului din 2001, toată populația localității Korakî era vorbitoare de ucraineană (100%).